# ストリートスナップ

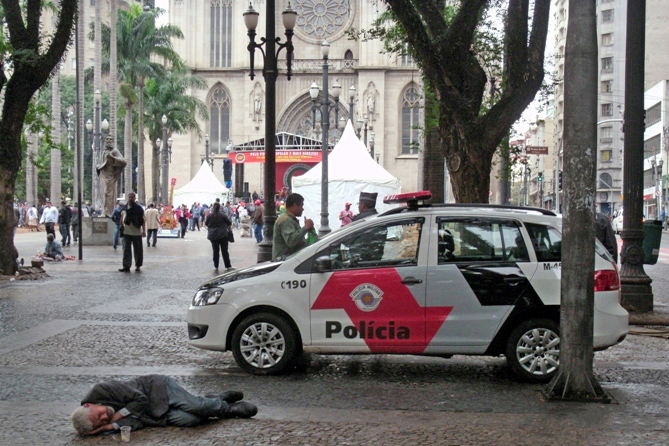
ビクターピンチュク — みんな-彼自身（サンパウロ、2015年）

ストリートスナップ (Street Snap) とは、街で見かける若者たちの服装や着こなしを撮影したスナップ写真のこと。ファッション雑誌などで、ストスナ（ストリートスナップの略称）と表記されることもある。
一般的にスナップ写真は被写体が自然体でありのままである事が求められ、表情やポーズを作るポートレートとは一線を画す。近年ではSNSの発展と共にプライバシー保護の観点からその有り様には、撮影場所が公道上である以上公序良俗を乱さない限り制限無いと考える意見や少なくとも撮られた人を不快にするなら止めるべきと言った様々な意見が出ている。